# Maslenica (Chorvatsko)
Maslenica je vesnice a přímořské letovisko v Chorvatsku v Zadarské župě, spadající pod opčinu Jasenice. Nachází se u Novigradského zálivu, asi 3 km jihozápadně od Jasenice. Maslenica je samostatnou vesnicí až od roku 2021, dříve byla součástí vnitrozemské Jasenice. V roce 2021 zde žilo 779 obyvatel.
Vesnice je všeobecně známá, a to především díky své poloze u dálnice A1 přímo u stejnojmenného exitu, známému Maslenickému mostu, položení na důležitých silnicích, jako jsou např. D8 nebo D54, nebo tzv. vojenské operaci Gusar (též Maslenica), která se zde odehrála mezi 22. a 27. lednem 1993 během chorvatské války za nezávislost.